# Mike Dirnt
Mike Dirnt (født 4. maj 1972 i Berkeley, Californien) er bassist i gruppen Green Day.
Hans fødselsnavn er Michael Ryan Pritchard. Han blev bortadopteret kort efter fødslen, fordi hans mor var på heroin og ikke kunne passe på ham. Mikes adoptivmor er sort. Hans adoptivforældre blev skilt, hvorefter han flyttede hjem til sin biologiske mor. Mike Dirnt fungerer også som backupsanger i Green Day, han har også skrevet lidt til gruppen, men ikke i samme størrelsesorden som Billie Joe Armstrong. Hans mest kendte sang er "J.A.R.".
Mikes kunstnerefternavn, Dirnt, opstod da han i highschool gik og øvede bas-linjer til sange, uden sin bas, 'dirnt' var lyden af hans bas.